# Rhizophagus subvillosus
Rhizophagus subvillosus es una especie de coleóptero de la familia Monotomidae.

## Distribución geográfica
Habita en  Japón.